# Svetlana Cebotari
Svetlana Cebotari (n. 7 august 1969, Chișinău, URSS) este un medic din Republica Moldova care a deținut funcția de Ministru al Sănătății al Republicii Moldova în Guvernul Filip. Ea a înlocuit-o în funcție pe Stela Grigoraș (2017) și a fost succedată de Silvia Radu. 

## Biografie
Svetlana Cebotari s-a născut la data de 7 august 1969 în Chișinău. Ea a studiat în perioada 1984 – 1987 la Colegiul de medicină, calificarea: asistentă medicală. Ulterior, în perioada 1987 – 1993 – la Universitatea de Stat de Medicină și Farmacie „Nicolae Testemițanu”, facultatea medicină generală; 1993 – 1994 – Institutul Mamei și Copilului, Chișinău, specialitatea: medic generalist, iar în perioada 2005 – 2008 – la Academia de administrare publică, facultatea economie și management.
Activitatea profesională și-a început-o în 1994 ca medic transfuziolog, Centrul Național de Transfuzie a Sângelui. Apoi, a urmat: 1996 – 1997 – Șeful Secție de Transfuzie a Sângelui, Spitalul Clinic Municipal Nr. 1; 1997 – 2002 – Șeful secției de Colectare si Preparare a Sângelui, Centrul Național de Transfuzie a Sângelui; 2002 – 2004 – Director adjunct pe partea curativă, Centrul Național de Transfuzie a Sângelui; 2004 – 2005 – Director, Centrul Național de Transfuzie a Sângelui; 2005 – 2006 – Director adjunct pe partea curativă, Centrul Național de Transfuzie a Sângelui; 2006 – 2007 – Managerul calității, vicedirector, Centrul Național de Transfuzie a Sângelui; 2007 – 2018 – Director, Centrul Național de Transfuzie a Sângelui.
De menționat că, în 2010, a fost consultant la Banca Mondială în evaluarea și calcularea costurilor privind asigurarea standardelor de activitate în serviciile de transfuzie a sângelui în Tadjikistan și Republica Kîrgîză. Din 2009 până în 2011 – Consultant PIU/UNDP în evaluarea si implementarea managementului calității în serviciul de transfuzie a sângelui în Tadjikistan; 2011 – 2013 – Consultant OMS în evaluarea și implementarea standardelor OMS în serviciile de transfuzie a sângelui în Tadjikistan; 2008 – curent – Observator și expert în cadrul Comitetului European de Experți în serviciul transfuziilor de sânge; 2014 – curent – Membru al Societății Internaționale în Transfuzia Sanguină.